# Natural England
Natural England ist eine öffentliche Körperschaft für Naturschutz-Beratung und Planung im Vereinigten Königreich. Sie ist zuständig für den Schutz und die Entwicklung Englands Umwelt: Landschaften, Flora und Fauna, Trinkwasser und Marine Umwelt, Geologie und Bodenschutz.
Ziel der Organisation ist eine nachhaltige Entwicklung der nationalen Naturlandschaft zum Nutzen künftiger Generationen. Die Behörde arbeitet mit Landwirten, Landverwaltung, Handel und Industrie, sowie mit Planern und lokalen und nationalen Regierungen zusammen.

## Arbeitsbereiche
- Naturschutz (Conservation): Schutz von landschaften, Biodiversität, Geologie, Böden, Natürlichen Ressourcen, Kulturdenkmäler und anderer natürlicher Elemente.
- Landschaftspflege (Farming and land stewardship)
- Regulierung und Aufsicht (Regulation and licensing)
- Räumliche Planung und Politikberatung
- weitere Arbeitsbereiche